# Академия театральных искусств имени Станислава Выспяньского (Краков)
Академия театральных искусств имени Станислава Выспяньского (пол. Akademia Sztuk Teatralnych im. Stanisława Wyspiańskiego w Krakowie) — высшее государственное учебное заведение, расположенное в г. Кракове (Польша), один из важнейших центров подготовки кадров для польских театров.
Носит имя известного польского деятеля культуры Станислава Выспяньского (1869—1907).

## История
Была основана для обучения актёров и режиссёров в 1946 году путём объединением трех автономно действующих театральных студий, две из которых действовали при краковских театрах:
- Студия актёра Старого театра
- Студия актёра Театра имени Юлиуша Словацкого
- Драматической студии Ивоны Галл.

Сперва носил название Государственной драматической школы. Курс обучения длился три года.
В 1949 году название было изменено на Государственную высшую актёрскую школу, при этом период обучения был продлен до четырёх лет.
В 1955 году название было изменено на Государственную высшую театральную школу имени Людвика Сольского.
С 1 октября 2017 года — Академия театральных искусств имени Станислава Выспяньского в Кракове.

## Филиалы и факультеты
- Актёрский факультет в Кракове
- Драматической режиссуры в Кракове
- Театр танца в Бытоме
- Кукольный факультет и факультет актёрского искусства во Вроцлаве (создан в 1972 году). Во Вроцлаве также проводится обучение в аспирантуре по режиссуре детского и юношеского театра.

## Ректоры
- 1946—1947: Юлиуш Остерва
- 1947—1949: Владислав Возник
- 1953—1963: проф. Тадеуш Бурнатович
- 1963—1968: проф. Бронислав Домбровский
- 1968—1972: проф. Евгениуш Фульде
- 1972—1981: проф. Ежи Красовский
- 1981—1984: проф. Данута Михаловская
- 1984—1990: проф. Ежи Треля
- 1990—1996: проф. Ежи Штур
- 1996—2002: проф. Яцек Попель
- 2002—2008: проф. Ежи Штур
- 2008—2016: проф. Ева Кутрись
- с 2016 года: проф. Дорота Сегда

## Известные выпускники
- Бинчицкий, Ежи
- Бранис, Лигия
- Вальчевский, Марек
- Глобиш, Кшиштоф
- Гротовский, Ежи
- Грыгляшевская, Халина
- Демарчик, Эва
- Дымна, Анна
- Ендрусик, Калина
- Закженский, Януш Станислав
- Кобеля, Богумил
- Кот, Томаш
- Богуслав Линда
- Лукашевич, Ольгерд
- Новицкий, Ян
- Павловский, Пётр
- Пешек, Ян
- Пшоняк, Войцех
- Януш Ревиньский
- Сенюк, Анна
- Таляр, Хенрик
- Треля, Ежи
- Фрыч, Ян
- Хердеген, Лешек
- Холоубек, Густав
- Цибульский, Збигнев
- Ежи Яроцкий